# Lincoln Highway

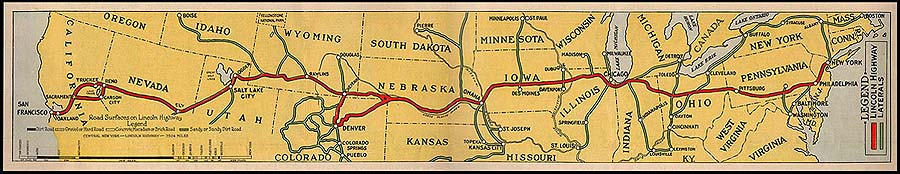
Karte des Lincoln Highways

Der Lincoln Highway, erdacht 1913 von Carl G. Fisher, war die erste Straße in den USA, die Ost- und Westküste verband. Er verlief vom Times Square, New York, bis zum Lincoln Park in San Francisco und verband dabei ursprünglich 13 US-Bundesstaaten: New York, New Jersey, Pennsylvania, Ohio, Indiana, Illinois, Iowa, Nebraska, Colorado, Wyoming, Utah, Nevada und Kalifornien. Seine ursprüngliche Länge betrug 5454 Kilometer (3389 Meilen). 1928 wurde die Strecke so umgelegt, dass der Lincoln Highway nun auch die nördlichste Spitze West Virginias berührte. Seitdem führt der Highway durch 14 US-Bundesstaaten. Seine heutige Länge beträgt durch Begradigungen der Strecke 5057 Kilometer (3142 Meilen).